# 门查卡
门查卡是巴拿马埃雷拉省奥库区的一个城市，2010年是人口为1,517，该市设立于2003年4月30日.